# Інтегрована система таксономічної інформації

Логотип ITIS

Інтегрована система таксономічної інформації (англ. Integrated Taxonomic Information System, ITIS) – спільний проєкт кількох урядових агентств, створений з ціллю забезпечення послідовного і надійного джерела інформації таксономії біологічних видів. У 1996 році ITIS була спочатку сформована як міжвідомча група в межах федерального уряду США, залучаючи такі агентства як Департамент торгівлі та Смітсонівський інститут. Зараз ITIS стала міжнародним органом, з участю урядових організацій Канади і Мексики. Основна ціль ITIS — північноамериканські види, але багато класифікованих груп існують за межами Північної Америки, крім того, ITIS продовжує співробітничати з іншими міжнародними агентствами, щоб забезпечити глобальне охоплення.
ITIS забезпечує автоматизований доступ до баз даних наукових і загальних назв видів та інших таксонів. Станом на грудень 2006 року, система містила понад 525 000 наукових назв, синонімів та розмовних назв наземних, морських і прісноводних таксонів всіх біологічних царств (у цій системі: тварин, рослин, грибів, найпростіших і прокаріотів). Хоча система зосереджується на північноамериканських видах, вона також включає багато видів, що не знайдені в Північній Америці, особливо серед птахів, риб, амфібій, ссавців, багатьох рептилій і декількох груп безхребетних тварин. ITIS пов'язує кожну наукову назву із стабільним і унікальним таксономічним порядковим номером TSN, «загальним ідентифікатором» для доступу до інформації щодо таких явищ як патогенні види, зникаючі амфібії, перелітні птахи, рибні ресурси, обпилювачі, сільськогосподарські паразити і нові хвороби. Система представляє імена в стандартній класифікації, яка містить ім'я автора, дату, інформацію щодо розповсюдження і бібліографічну інформацію стосовно назви. Крім того, розмовні назви доступні у системі ITIS на всіх головних державних мовах Америки, тобто англійській, французькій, іспанській і португальській). ITIS і його міжнародний партнер, Види 2000 (Species 2000), співробітничають для щорічної публікації «Каталогу живої природи», таблиць і індексу видів з усього світу. Мета Каталогу живої природи — провести повну класифікацію 1,8 млн видів до 2011 року.
Із майже 424 000 наукових назв (грудень 2006) в базі даних, приблизно 210 000 були успадковані від бази даних Національного центру океанографічної інформації (NODC) США. Новіший матеріал був перевірений згідно з вищими стандартами таксономічної надійності, а більш ніж половина оригінального матеріалу була змінена і вдосконалена згідно з тим же стандартом. Подальша інформація щодо історії і стандартів ITIS може бути знайдена на сторінці сайту ITIT щодо історії розвитку баз даних  [Архівовано 2 травня 2007 у Wayback Machine.] і глосарії термінів ITIS  [Архівовано 27 вересня 2006 у Wayback Machine.].
Біологічна таксономія не фіксована, і уяви про правильний статус таксонів всіх рівнів постійно змінюються в результаті нових досліджень. Багато аспектів класифікації завжди залишатимуться темою наукових дискусій. База даних ITIS постійно оновлюється, приймаючи до уваги нові дослідження, щойно їх результати стають доступними, і інформація, яку приводить система, звичайно являє собою узгоджений погляд сучасної систематики. Записи в ITIS включають інформацію про те, як можливо перевірити і наскільки перевірений той чи інший елемент даних. Тим не менш, як з будь-якою іншою таксономічною базою даних, інформацію слід перевіряти, використовуючи інші джерела і оригінальну наукову літературу.